# 라 누벨 르뷔 프랑세즈
라 누벨 르뷔 프랑세즈(La Nouvelle Revue Française 보통 약자 NRF로 불림)는 프랑스의 문예·비평 잡지로, 원래는 월간지였으나 현재는 격월지로 발행되며, 샤를루이 필리프의 주도로 장 슐룅베르제, 마르셀 드루앵, 자크 코포, 앙드레 뤼테르, 앙리 게옹, 앙드레 지드와 같은 열렬한 젊은이들과 함께 1908년 11월 창간되었다. 2008년부로 갈리마르 출판사의 관할이 되었다.